# Waldbrand (EP)
Waldbrand ist die erste Extended Play der deutschen Singer-Songwriterin Madeline Juno.

## Entstehung und Artwork
Die Entstehung von Waldbrand wurde durch Initiative Musik gefördert. Alle Stücke des Albums wurden gemeinsam von Madeline Juno und dem britischen Musiker Oliver Epsom (Oliver Som) geschrieben beziehungsweise komponiert. Bereits auf dem vorangegangenen Studioalbum Salvation (Februar 2016) schrieben die beiden zusammen die Lieder Quicksand, Restless und Youth. Hierbei war Som zudem alleine für die Abmischung, Aufnahme und Produktion des Albums zuständig, wobei er bei der Produktion von Juno als Koproduzentin unterstützt wurde.
Auf dem Frontcover der EP ist – neben Künstlernamen und Albumtitel – Juno hüftaufwärts, nachts im Freien, zu sehen. Sie trägt dabei eine Jeansjacke, deren Ärmel hochgekrempelt sind und hält mit ihrer rechten Hand ein brennendes Feuerzeug vor ihr Gesicht. Die Fotografie stammt von Philipp Gladstone. Dieser zeichnete zuvor schon als Regisseur der zuvor erschienenen Singles Stupid Girl (Februar 2016) und You Know What? (Juni 2016) verantwortlich. Das gleiche Coverbild wurde auch für die Singleauskopplung Waldbrand (Dezember 2016) verwendet. Die Aufnahme entstand während den Dreharbeiten des Musikvideos zu Waldbrand.

## Veröffentlichung und Promotion
Die Erstveröffentlichung der Waldbrand EP erfolgte digital zum Download und Streaming am 30. September 2016 und setzt sich aus fünf neuen Studioaufnahmen zusammen. Es erschien durch das Musiklabel Embassy of Music und wurde durch Tonpool vertrieben. Verlegt wurden die Lieder durch BMG Rights Management, Emma’s Park Music und Sony Music Publishing. Am 21. Oktober 2016 erfolgte die Veröffentlichung einer CD-Ausführung, die zunächst nur während Junos Salvation Tour erhältlich war. Nach der Tournee war die CD handsigniert in limitierter Auflage über Junos Merchandise-Shop zu erwerben.
Um das Album zu bewerben, veröffentlichte Juno täglich, in einer Art Countdown, einen kompletten Liedtext zu einem der Lieder auf ihren Social-Media-Kanälen.

## Hintergrund
Nachdem ein halbes Jahr zuvor, auf der Deluxeversion ihres zweiten Studioalbums Salvation (Februar 2016), erstmals zwei deutschsprachige Titel auf einem offiziellen Tonträger von Juno erschienen sind, folgte mit der Waldbrand EP erstmals ein komplett deutschsprachiger Tonträger Junos. Im Zuge der Veröffentlichung des Nachfolgealbums DNA (September 2017) beschrieb Juno den Entstehungsprozess beziehungsweise den Wechsel zur deutschsprachigen Musik damit, das sie in den Monaten zuvor viel für andere deutsche Künstler geschrieben habe und sie neugierig gewesen sei, wie sie „heute“ in ihrer Muttersprache klingen würde. Bisher habe es mit Herzchen (April 2014) und Küss die kalten Jungs (Mai 2015) nur zwei YouTube-Aufnahmen von ihr auf Deutsch gegeben. Sie wollte wissen, ob ihre Lieder auf Deutsch funktionieren und man sie dann „extrem modern“ produzieren könne. Der Beginn dieser „neuen Reise“ sei das gleichnamige Lied Waldbrand, welches sie aus dem Nichts geschrieben habe. Nach der Fertigstellung sei ihr klar gewesen, dass dies die Richtung sei, die sich einschlagen wolle. Juno glaube zudem, dass die deutschsprachigen Texte nicht nur ihr, sondern auch den Zuhörern mehr „Klarheit“ verschaffen würden. Diese hätte es vermutlich zuvor nicht gegeben, außer man habe sich „außergewöhnlich arg“ damit auseinandergesetzt. Darüber hinaus habe sie durch das Lied Waldbrand Deutsch als Sprache für ihre Texte (wieder-)entdeckt.

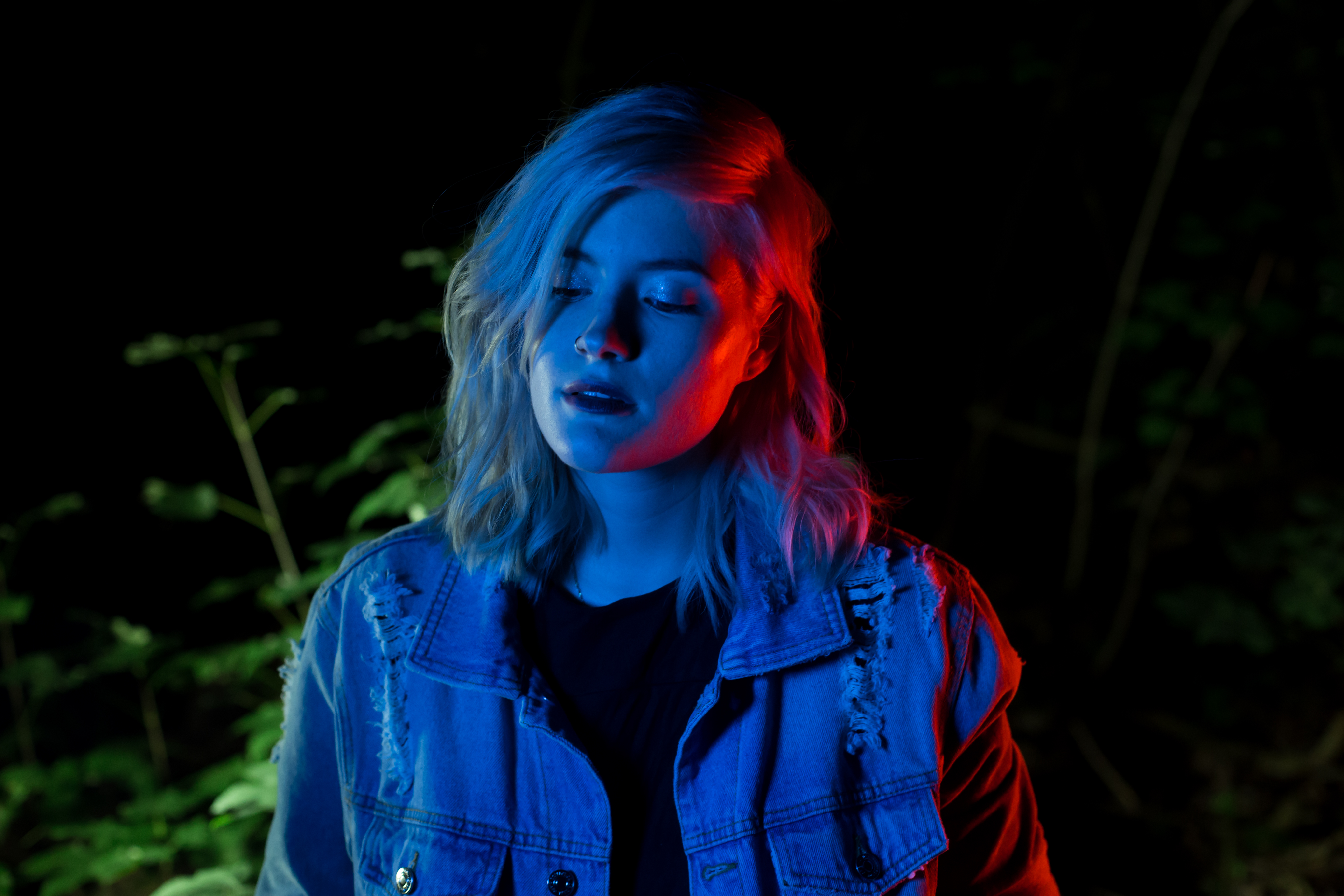
Pressefoto zu Waldbrand (2016).

2021 erklärte Juno im Rahmen der Funk-Musiksendung Musik gegen die Einsamkeit, dass sie bis Waldbrand nie auf Deutsch geschrieben habe, auch nicht für andere Künstler. Abgesehen von den beiden Ausnahmen, die sie für sich selbst geschrieben und nichts dabei gefühlt habe, hätte sie es nicht einmal probiert. Ein Lied sei ein „Joke-Song“ gewesen (Herzchen); das andere sei „über Sad“ gewesen (Küss die kalten Jungs). Darüber hinaus habe sie zweiteres gehasst, weil sie gedacht habe: „Meine Fresse, reiß dich mal zusammen.“ Zum Zeitpunkt, als sie beschlossen habe, die Sprache zu wechseln, konnte sie die Gesamtsituation nicht mehr ertragen. Sie habe nach ihrem Debütalbum The Unknown (März 2014) ihr Musiklabel Universal Music verlassen und ihre Begleitband verloren. Der Verlust der Band kam, weil sie diese über Jahre mit einem anderen „großen Künstler“ geteilt habe. Die Bandmitglieder seien ihre besten Freunde gewesen, ihre „Brüder“. Es sei nur eine Frage der Zeit gewesen, bis es nicht mehr auf diese zweigleisige Weise funktionieren würde. Sie und die Band hätten etwa ein halbes Jahr lang Auftritte absagen müssen und irgendwann habe man einfach mal sagen müssen: „Ey, ganz kurz. Wir können nicht mehr die ganze Zeit Gigs absagen, weil wir keine Ersatzband haben, seid ihr weiter dabei oder nicht?“ Von einem Bandmitglied, dass für die ganze Band sprach, hieß es dabei „nein“. Das habe ihr damals „so krass“ das Herz gebrochen. Sie habe geglaubt, dass sie sauer auf sich selbst und die Gesamtsituation gewesen sei, die sie nicht habe kontrollieren können. Sie habe gedacht, dass sie alles „neu“ haben wolle, dass alles verschwinden solle, damit sie von „neu anfangen“ könne. Aus „irgendeiner Laune“ habe sie dann Waldbrand geschrieben, worin es genau darum gehe. Juno habe gewollt, dass alle Leute, die wissen was passiert sei, das Lied hören und verstehen würden, was zu diesem Zeitpunkt Phase sei, auch wenn es ihr selbst nichts bringen würde.

## Inhalt
Alle Liedtexte des Albums sind in deutscher Sprache verfasst und stammen von Madeline Juno und Oliver Som. Musikalisch bewegen sich die Lieder im Bereich der elektronischen Musik und der Popmusik, stilistisch im Bereich des Elektropops, was mitunter an der Inspiration durch Calvin Harris und Major Lazer lag. Es handelt sich bei allen Stücken um Neukompositionen. Sowohl der Hauptgesang als auch der Begleitgesang wurden eigens von Juno eingesungen.
Inhaltlich geht es auf der EP um einen Neustart, den Juno unter anderem nach dem Wechsel ihres Musiklabels und dem Verlust ihrer Begleitband selbst einleiten musste. Das autobiografische Titellied beschrieb Juno unter anderem als „so wichtig“, weil sie damit eine für sie wichtige Zeit eingefangen habe. Die Idee zum Album- beziehungsweise Liedtitel kam ihr, als sie den Begriff „forest fire“ gehört habe. Der Ausdruck klang für sie „so schön“ und sie habe sich darüber geärgert, dass Waldbrand dagegen so harsch klänge. Aber je mehr sie über das Wort nachgedacht habe, desto besser habe es ihr gefallen.
| # | Titel               | Autor(en)                   | Produzent(en)                             | Länge |
| - | ------------------- | --------------------------- | ----------------------------------------- | ----- |
| 1 | Ich wache auf       | Oliver Epsom, Madeline Juno | Oliver Epsom; Madeline Juno (Koproduzent) | 3:41  |
| 2 | Waldbrand           | Oliver Epsom, Madeline Juno | Oliver Epsom; Madeline Juno (Koproduzent) | 3:38  |
| 3 | Verlernt            | Oliver Epsom, Madeline Juno | Oliver Epsom; Madeline Juno (Koproduzent) | 3:43  |
| 4 | In Farbe            | Oliver Epsom, Madeline Juno | Oliver Epsom; Madeline Juno (Koproduzent) | 3:41  |
| 5 | Stadt im Hinterland | Oliver Epsom, Madeline Juno | Oliver Epsom; Madeline Juno (Koproduzent) | 3:17  |

## Singleauskopplungen
Als einzige Single wurde das gleichnamige Lied veröffentlicht. Zunächst erschien dieses als Videoauskopplung mit Erscheinen der EP. Dieses entstand Anfang September 2016 in Berlin, unter der Regie von Johannes Weber, und zeigt Juno beim Anzünden von Kisten mit Fotoalben, beim Candle-Light-Dinner mit sich selbst oder einem Bad in Benzin. Bis Juli 2023 zählte das Musikvideo über 5,1 Millionen Aufrufe bei YouTube. Am 23. Dezember 2016 erschien es schließlich als offizielle Singleauskopplung des Extended Plays. Diese erfolgte als digitale 2-Track-Single und beinhaltet einen Remix von Helmo sowie einen gemeinsamen Remix von Chris Avedon und Kevin Neon. Das Original erschien nie als Single. Marvin Tyczkowski vom deutschsprachigen E-Zine Plattentests.de beschrieb Waldbrand als einer von Junos „besten Songs überhaupt“. Michael Zirnstein von der Süddeutschen Zeitung nannte Waldbrand „wohltuend“ und beschrieb es als ein „funkelndes Stück“.

## Mitwirkende
|  | Albumproduktion - Oliver Epsom (Oliver Som) – Abmischung, Komponist, Liedtexter, Musikproduzent, Tonmeister - Madeline Juno – Begleitgesang, Gesang, Komponist, Liedtexter, Koproduzent Artwork - Philipp Gladstone – Fotograf (Begleitheft und Cover) | Unternehmen - BMG Rights Management – Verlag - Embassy of Music – Musiklabel - Emma’s Park Music – Verlag - Sony Music Publishing – Verlag - Tonpool – Vertrieb |

## Charts und Chartplatzierungen
Die Waldbrand EP verfehlte einen Einstieg in die offiziellen Albumcharts. Das Album konnte sich lediglich an zwei Tagen (30. September bis 1. Oktober 2016) in den deutschen iTunes-Tagesauswertungen platzierten, wobei es mit Rang 17 seine beste Chartnotierung erreichte.